# 後輩
後輩，也称为晚辈，可以指后代、子孙，也可以是指社會群體中與自己無親屬關係而輩份比自己低者，或者同組織中科層地位相近而比自己資淺者的統稱，例如學生、徒弟等。

## 應用
對於後輩，有若干不同的稱呼法，例如在學徒、劇團之間叫「師弟」、「師妹」；學生、校友、軍隊、警察和消防隊等之間叫「學弟」、「學妹」（學長學弟制）。
在韓國，通常前輩制以年齡，而非以年資為定，對比自己年長者通常稱之為「哥哥」、「姐姐」。

## 另見
- 前輩
- 擬親屬關係